# Perneszy Ferenc (alispán)

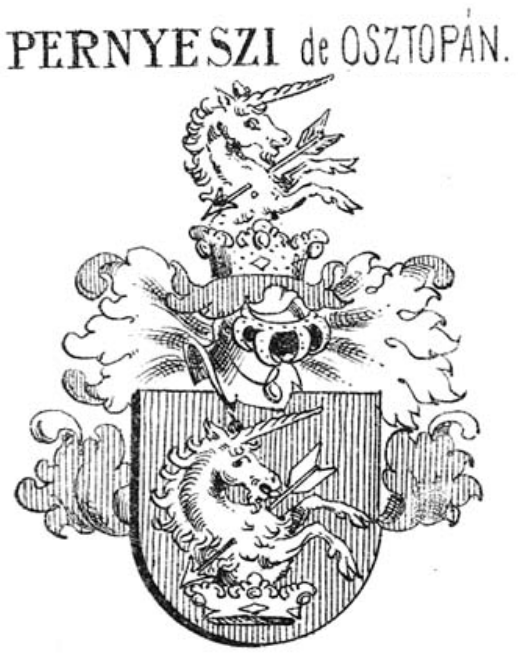
Az osztopáni Perneszy család címere.

Osztopáni Perneszy Ferenc (fl. 1606–†1651), Zala és Somogy vármegye alispánja, Zala vármegye országgyűlési követe, a zalalövői véghely főkapitánya 1639 és 1651 között, tehetős földbirtokos volt a 17. század első felében.

## Élete
Az ősrégi osztopáni Perneszy család sarja. Édesapja osztopáni Perneszy János (fl. 1577–†1606), a kanizsai vár lovaskapitánya, Zala vármegye alispánja, és a lövői várkapitány, édesanyja pákosi Paksy Katalin (fl. 1599) volt. Apai nagyszülei osztopáni Perneszy András (fl. 1550–†1590) alispán és polyanai Brodarics Katalin voltak. Anyai nagyszülei pákosi Paksy Jób. a Tokaj királyi várának kapitánya, és a bajnai Both családnak a sarja, bajnai Both Margit (fl. 1561–1573) voltak. Nagyapja Paksy Jób aktívan harcolt a török ellenes küzdelmekben, Eger 1552. évi ostrománál török fogságba esett és egy év után, fogolycsere révén kiszabadult. Nagyanyja révén a németújvári Batthyány családtól származott, mivel az anyai dédanyja, bajnai Both Ferencné németújvári Batthyány Ágnes, Batthyány Boldizsár (†1520) alországbíró lánya volt.
1606. február 9-én a néhai apja, Perneszy János, hagyatéki leltára kelt. 1609. július 13-án János fiai a Lövő kastélybeli házaknak osztályos egyezségére jutottak. 1612-ben, Perneszy György és az elhunyt Perneszy János gyermekei, Perneszy István, Ferenc és Pál, szerepeltek mint somogyaracsi, rinyaújnépi, kaposmérői, bolhási és szennai földbirtokosok. Perneszy János halála után, fia Ferenc vette át tisztségét és 1618-tól kezdve keltezte Lövőről leveleit. Ahogy édesapja élete során, Perneszy Ferenc szintén a németújvári gróf Batthyány család familiárisa volt: először gróf Batthyány Ferenc (1577-1629) soproni főispán, majd később, fia gróf Batthyány Ádám (1610-1659) bizalmas szervitora volt. Az „országgyarapítás" idején Batthyány Ferenc generális, dunántúli kerületi főkapitány (1620-21) is a Habsburg-ellenes táborhoz csatlakozott és segítségével a Dunántúl jelentős része Bethlen Gábor erdélyi fejedelemhez ellenőrzése alá került. 1621-ben ismét fellángoltak a harcok, és a zűrzavar Perneszy Ferenc birtokait sem kímélte. A csallóközi és Fűztő melletti javait Pálffy Miklós (1599-1621), érsekjelölt, serege foglalta el, de a zalaiakat is háborgatták a császári seregek. Borotvaélen táncolva próbált hű maradni generálisához, ugyanakkor meg akarta őrizni javait is.
Zala és Somogy vármegyék alispánja 1623. május 1-je és 1648. november 14-ke között; tehát több mint 27 éven keresztül töltötte be azt a hivatalt. Az alispánsága alatt négy ízben Zala vármegye országgyűlési követe is volt: 1620-ban, 1630-ban, majd 1637. augusztus 20-a és 1638. március 26-a között, valamint 1646. április 12-e és 1647. június 17-e között. 1642-től Perneszy Ferenc betegeskedni kezdett. Ezután már csak nehezen tudott gróf Batthyány Ádám végvidéki főkapitány szolgálatában maradni, mivel a lábai miatt „fölötte nyavalyásul" érezte magát. 1644-ben ismét azt állította magáról, hogy öreg és beteg, ezért fiát készült maga helyett Zalalövőre helyezni. Zala vármegyei alispáni funkcióját viszont egészen 1649-ig betöltötte. 1647-ben pedig még a pozsonyi országgyűlésen is részt vett.

## Házasságai és gyermekei
Perneszy Ferenc feleségül vette zombathelyi és rajkai Zombathely Zsófia kisasszonyt, akinek a szülei szombathelyi és rajkai Zombathely György (fl. 1590– 1636), a magyar királyi kamarának a tanácsosa, Moson vármegye alispánja 1606 és 1612, földbirtokos valamint vizkeleti Vizkelethy Ilona (fl. 1622) voltak. Zombathely György a magyar kancellária jegyzője 1593 november 22-én királyi adományt szerzett Rudolf magyar királytól a Moson vármegyei rajkai földbirtokra. A menyasszony anyai nagyszülei vizkeleti Vizkelethy Jakab (fl. 1554–1580), a királyi kancellária jegyzője, földbirtokos és rávonyi Rávonyi Zsófia (fl. 1559–1580) voltak; az anyai nagyanyai dédszülei rávonyi Rávonyi Mihály (fl. 1513–1547), országbírói ítélőmester, földbirtokos és mihályi Ládonyi Krisztina asszony voltak. Rávonyi Mihályné Ládonyi Krisztinának az apja mihályi Ládonyi Miklós (fl. 1499–1545), koronaőr, Galgóc várnagya 1524-ben, Visegrád várnagya 1526-ban, Sopron vármegye alispánja, földbirtokos volt. Vizkelety Jakab kancelláriai jegyzőnek a fivére, vizkeleti Vizkelethy György (fl. 1554–1571), Dobó István erdélyi vajdának a titkára, földbirtokos volt. Vízkelethy György, Jakab és Tamás 1569. július 15 Miksa magyar királytól nemesség megerősítést és címert szerzetek adományban. Perneszy Ferenc és Zombathely Zsófia frigyéből született:
- osztopáni Perneszy István (fl. 1647–†1663), zalalövői várkapitány, földbirtokos. Neje nyéki Rauch Zsuzsanna volt.
- osztopáni Perneszy Judit (fl. 1648). Férje: meszléni Meszlény Benedek (fl. 1620–1660), Vas vármegye alispánja 1646. és 1656. között, országgyűlési követe, földbirtokos.
- osztopáni Perneszy János (fl. 1671–1678), zalalövői várkapitány 1671 és 1674 között, földbirtokos. Neje Káldy Krisztina.
- osztopáni Perneszy Borbála (fl. 1633–1660). 1.f: Bácsmegyey János. 2.f.: a Hahót nemzetségbeli Csány György (fl. 1592–1648), totfalui várkapitány, földbirtokos.

A megözvegyült Perneszy Ferenc feleségül vette nagyváthi Bakolcha Orsolyát, pölöskefői Eördögh Simon (†1634), zalai alispán özvegyét. 1651-ben Bakolcha Orsolya Perneszy Ferenc özvegyasszonyaként szerepelt a forrásokban.

## Származása
| osztopáni Perneszy Ferenc (fl. 1606–†1651) Zala és Somogy vármegye alispánja, országgyűlési követe, a zalalövői véghely főkapitánya, földbirtokos | Apja: osztopáni Perneszy János (fl. 1577–†1606) Zala vármegye alispánja, kanizsai lovaskapitány, a zalalövői véghely főkapitánya, országgyűlési követ, földbirtokos | Apai nagyapja: osztopáni Perneszy András (fl. 1550–†1590) személynöki ítélőmester, Tolna és Baranya, majd Zala és Vas vármegye alispánja, felsőlendvai főkapitány, a zalalövői véghely főkapitánya, földbirtokos | Apai nagyapai dédapja: osztopáni Perneszy István (fl. 1505-1523) földbirtokos, (Szülei: osztopáni Perneszy Imre, 1504-ben babocsai várnagy, földbirtokos, valamint enyingi Török Ilona, enyingi Török Ambrus Sopron vármegye főispánjának, a Bosnyák királyság kincstartójának a lánya) |
| osztopáni Perneszy Ferenc (fl. 1606–†1651) Zala és Somogy vármegye alispánja, országgyűlési követe, a zalalövői véghely főkapitánya, földbirtokos | Apja: osztopáni Perneszy János (fl. 1577–†1606) Zala vármegye alispánja, kanizsai lovaskapitány, a zalalövői véghely főkapitánya, országgyűlési követ, földbirtokos | Apai nagyapja: osztopáni Perneszy András (fl. 1550–†1590) személynöki ítélőmester, Tolna és Baranya, majd Zala és Vas vármegye alispánja, felsőlendvai főkapitány, a zalalövői véghely főkapitánya, földbirtokos | Apai nagyapai dédanyja: gerzsenei Gerzsenyei Magdolna (fl.. 1523) (Szülei: Gersenyei György, az Ugod vár várnagya, földbirtokos) |
| osztopáni Perneszy Ferenc (fl. 1606–†1651) Zala és Somogy vármegye alispánja, országgyűlési követe, a zalalövői véghely főkapitánya, földbirtokos | Apja: osztopáni Perneszy János (fl. 1577–†1606) Zala vármegye alispánja, kanizsai lovaskapitány, a zalalövői véghely főkapitánya, országgyűlési követ, földbirtokos | Apai nagyanyja: polyanai Brodarics Katalin (fl. 1561–1573) | Apai nagyanyai dédapja: polyanai Brodarics Mátyás (fl. 1516–1549) királyi kamarás, máramarosi sókamaraispán, földbirtokos (Fivére: Brodarics István pécsi, majd váci püspök, II. Lajos magyar király kancellárja, a mohácsi csata történetének magyar krónikása)                        |
| osztopáni Perneszy Ferenc (fl. 1606–†1651) Zala és Somogy vármegye alispánja, országgyűlési követe, a zalalövői véghely főkapitánya, földbirtokos | Apja: osztopáni Perneszy János (fl. 1577–†1606) Zala vármegye alispánja, kanizsai lovaskapitány, a zalalövői véghely főkapitánya, országgyűlési követ, földbirtokos | Apai nagyanyja: polyanai Brodarics Katalin (fl. 1561–1573) | Apai nagyanyai dédanyja: csébi Pogány Sára (fl. 1535-1567) (Szülei: csébi Pogány János, földbirtokos, akinek a szülei csébi Pogány Imre, földbirtokos valamint herbotyai Osl Borbála, herbotyai Osl János, királyi udvarnoknak és alsólendvai Bánffy Katalinnak a lánya)                |
| osztopáni Perneszy Ferenc (fl. 1606–†1651) Zala és Somogy vármegye alispánja, országgyűlési követe, a zalalövői véghely főkapitánya, földbirtokos | Anyja: pakosi Paksy Katalin (fl. 1599) | Anyai nagyapja: pakosi Paksy Jób (fl. 1549-1588) földbirtokos, huszártiszt, törökverő katona, | Anyai nagyapai dédapja: pakosi Paksy Pál (fl. 1486–1489) földbirtokos (Szülei: pakosi Paksy Lajos, diósgyőri várnagy, földbirtokos, valamint parlagi Parlaghy Lúcia, Parlaghy György, királyi ajtónállómesternek, Borsod vármegye főispánjának a lánya)                                 |
| osztopáni Perneszy Ferenc (fl. 1606–†1651) Zala és Somogy vármegye alispánja, országgyűlési követe, a zalalövői véghely főkapitánya, földbirtokos | Anyja: pakosi Paksy Katalin (fl. 1599) | Anyai nagyapja: pakosi Paksy Jób (fl. 1549-1588) földbirtokos, huszártiszt, törökverő katona, | Anyai nagyapai dédanyja: beregszói Hagymássy Jusztina (fl. 1520) (Szülei: ifjabb beregszói Hagymássy Miklós, erdélyi alvajda, földbirtokos és tótselymesi Tárczay Lúcia) |
| osztopáni Perneszy Ferenc (fl. 1606–†1651) Zala és Somogy vármegye alispánja, országgyűlési követe, a zalalövői véghely főkapitánya, földbirtokos | Anyja: pakosi Paksy Katalin (fl. 1599) | Anyai nagyanyja: bajnai Both Margit (fl. 1561-1573) | Anyai nagyanyai dédapja: bajnai Both György (fl. 1508–†1552) zalai adószedő, hadvezér, földbirtokos (Szülei: bajnai Both Ferenc, hadvezér, földbirtokos, bajnai Both János, horvát bánnak a fia, valamint németújvári Batthyány Ágnes, Batthyány Boldizsár alországbírónak lánya)       |
| osztopáni Perneszy Ferenc (fl. 1606–†1651) Zala és Somogy vármegye alispánja, országgyűlési követe, a zalalövői véghely főkapitánya, földbirtokos | Anyja: pakosi Paksy Katalin (fl. 1599) | Anyai nagyanyja: bajnai Both Margit (fl. 1561-1573) | Anyai nagyanyai dédanyja: háshágyi Háshágyi Borbála (fl. 1561) (Szülei: háshágyi Háshágyi Dénes, a nagykanizsai várnagy, 1527-ben zalai országgyűlési követ, földbirtokos és kányaföldi Kerecheny Katalin)                                                                              |